# Galgstenen

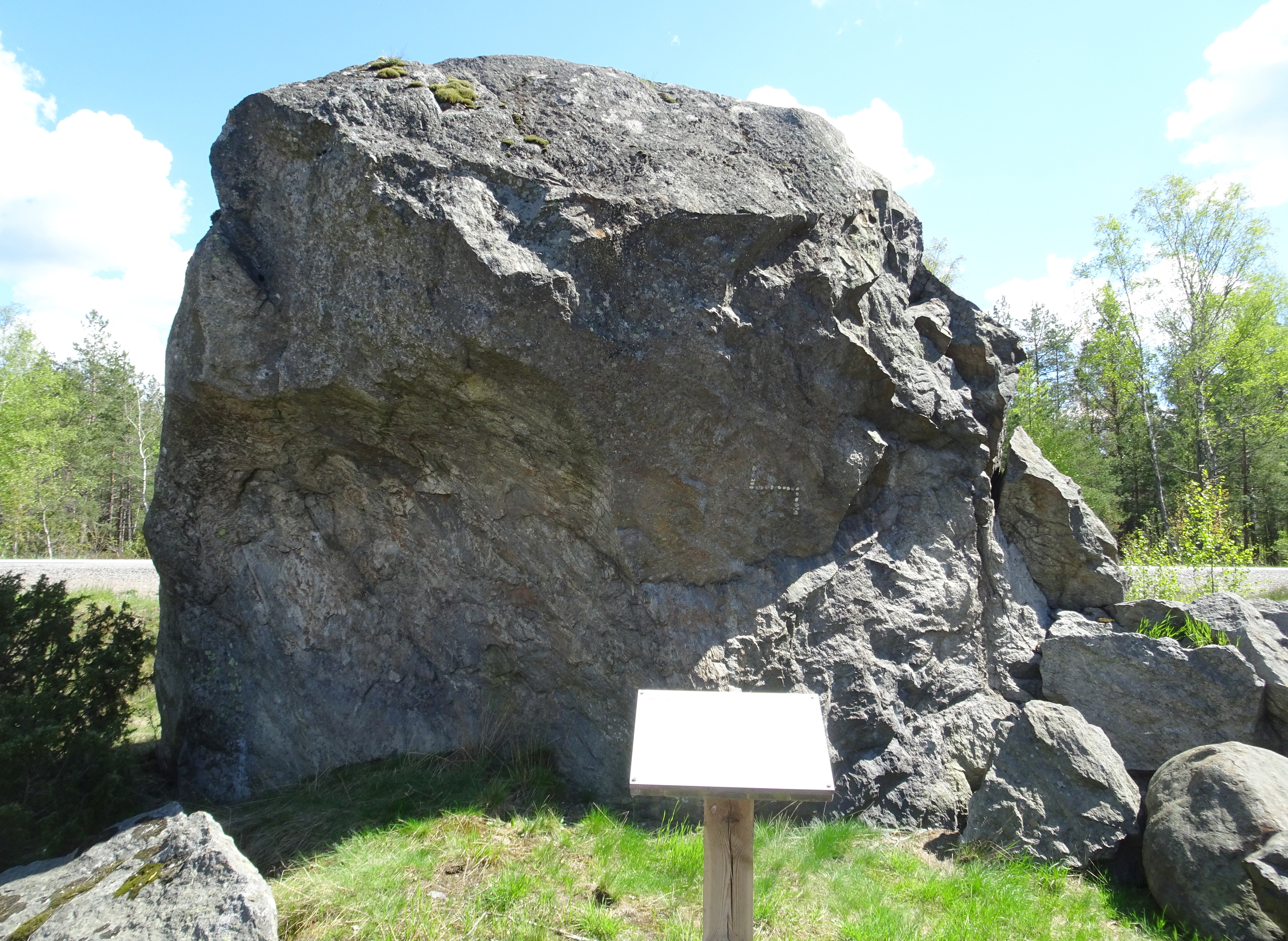
Galgstenen, Haninge, maj 2021.

Galgstenen kallas ett flyttblock som finns i kommundelen Jordbro i Haninge kommun, Stockholms län. Vid stenen låg Sotholms härads avrättningsplats. Den siste som avrättades här var den 26-åriga drängen Gustav Pettersson från Mörkö, vilken halshöggs vid Galgstenen den 21 mars 1855. Platsen är ett fornminne med RAÄ-nummer: Österhaninge 502:1.

## Beskrivning

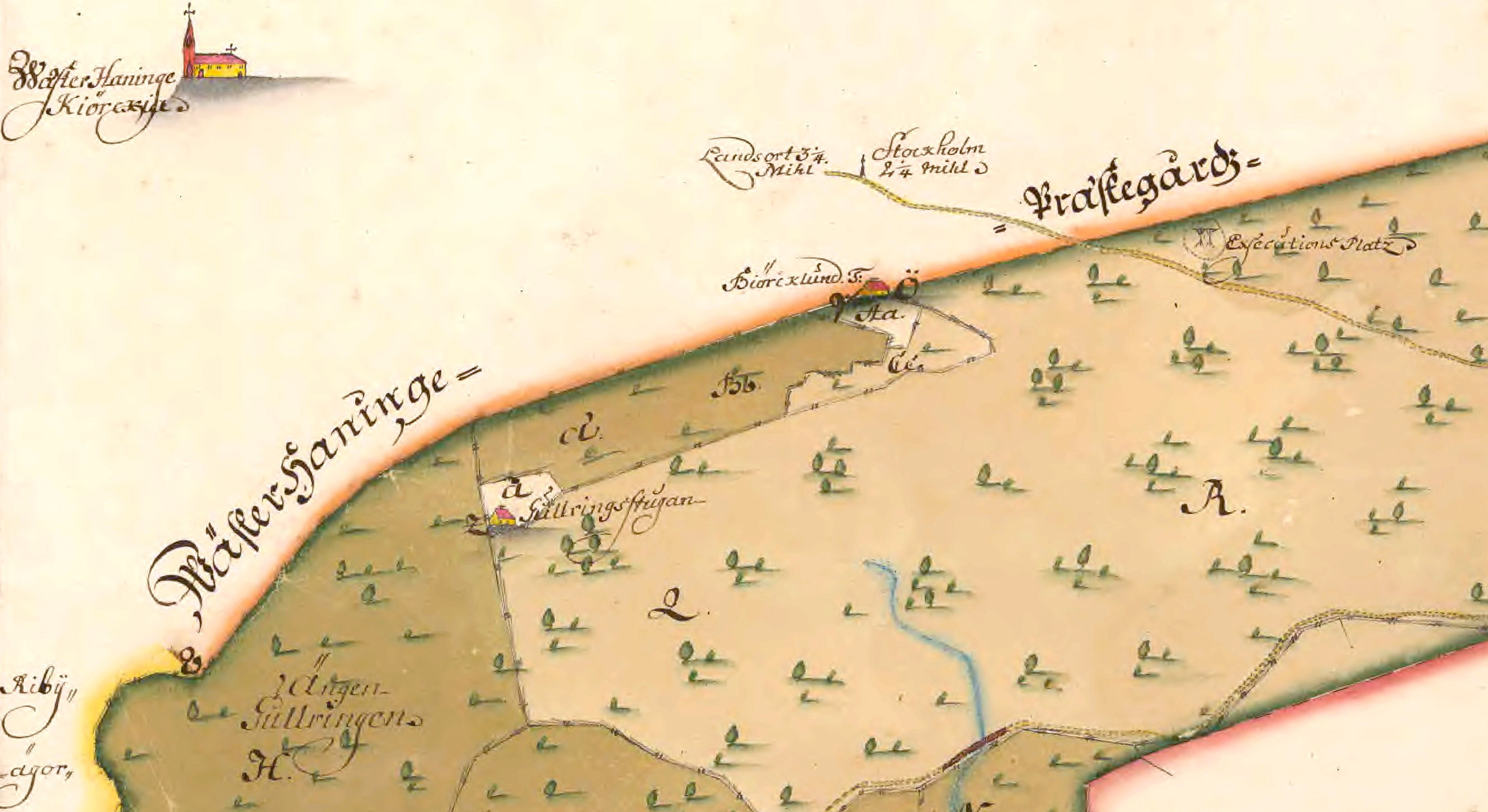
"Exsecutions Platz", 1732
(på kartan upp till höger).

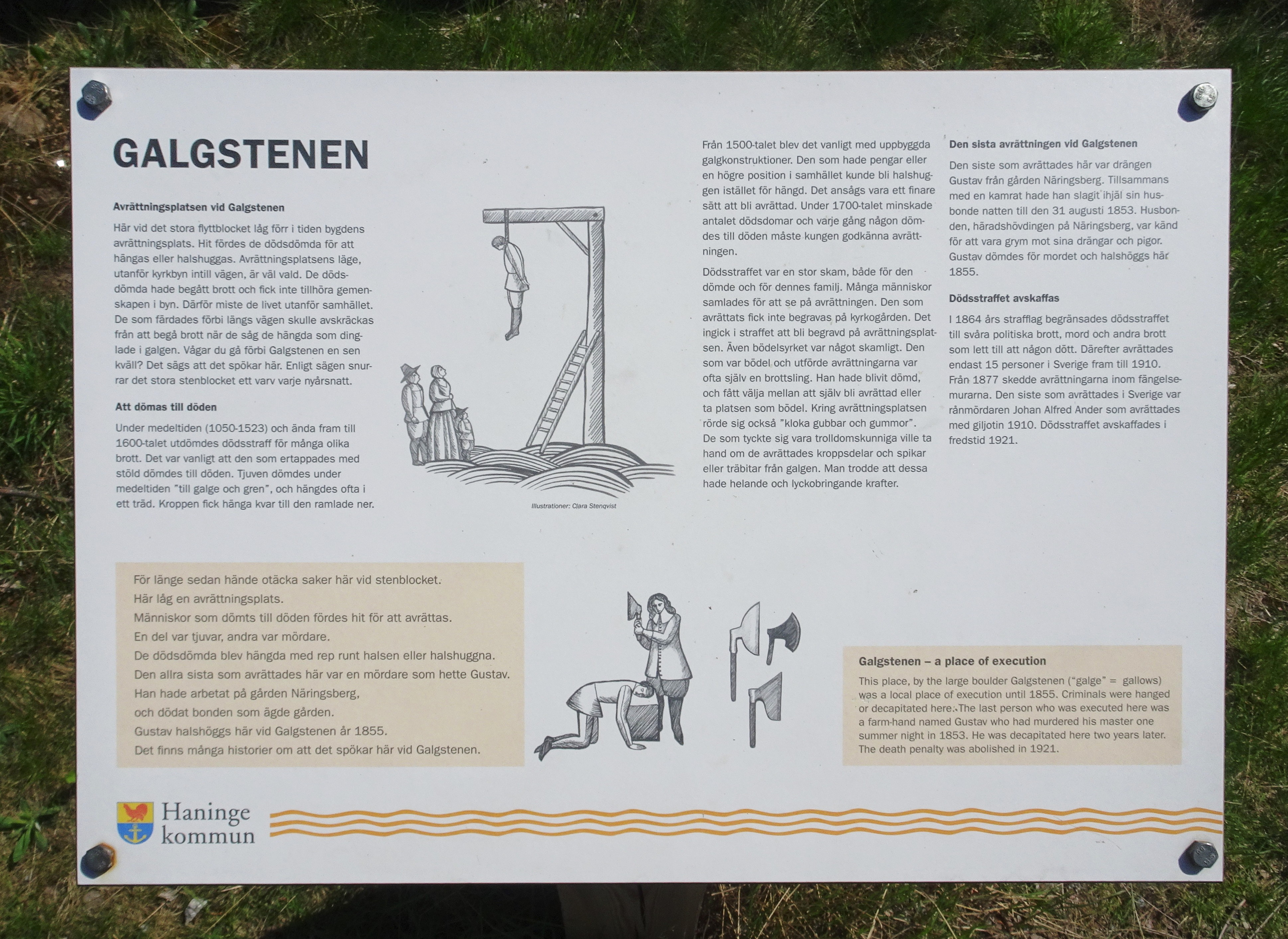
Kommunens informationsskylt.

Galgstenen ligger intill gamla Nynäsvägen direkt söder om Jordbro industriområde. När avrättningar verkställdes här låg platsen utanför kyrkbyn. De dödsdömda fördes hit för att hängas eller halshuggas. Platsen intill dåvarande Stockholmsvägen (nuvarande gamla Nynäsvägen) var välvald, de förbipasserande skulle bli avskräckta att begå brott när de såg den avrättade hänga i galgen. På medeltiden fick kroppen hänga kvar några dagar innan den själv ramlade ner. 1732 är stället markerat med två galgar som Exsecutions Platz på en karta över prästgården Solbergas ägor.
Den 31 januari 1726 avrättades här Karin Svensdotter. Hon dömdes till döden för mord på sitt nyfödda barn. Sotholms härad hade ingen egen skarprättare utan lånade in Magnus Meijer från Stockholm. Han erhöll 15 riksdaler-silvermynt för uppdraget. Magnus Gabrielsson Meijer (född 1680) var skarprättare i Stockholm 1718–1727 och även så kallad "resande skarprättare". Han tillhörde skarprättarsläkten Meijer och var son till skarprättaren i Uppsala, Gabriel Alexandersson Meijer, samt bror till Alexander Meijer, även han skarprättare.
Den siste som miste livet här var den 26-åriga drängen Gustav Pettersson från Mörkö, som en sommarkväll år 1853 slog ihjäl sin husbonde, vice notarien Hugo Jaedrén. Han var arrendator på gården Näringsberg någon mil från Västerhaninge kyrka, och var känd i trakten som en grym och hård husbonde. Själva avrättningen var en stor händelse i bygden och bevittnades av många åskådare som stod utanför den ring av 150 män med spetsiga störar som omgav avrättningsplatsen. Efter att Gustav Pettersson avrättats genom halshuggning lades liket i en grop på platsen. Ingen vet i dag var hans kvarlevor finns.
Kring Galgstenen cirkulera många skrönor om spöken och skräck. Efter mörkrets inbrott gick man inte gärna förbi här. Enligt en sägen snurrar det stora stenblocket ett varv varje nyårsnatt.

## Bilder

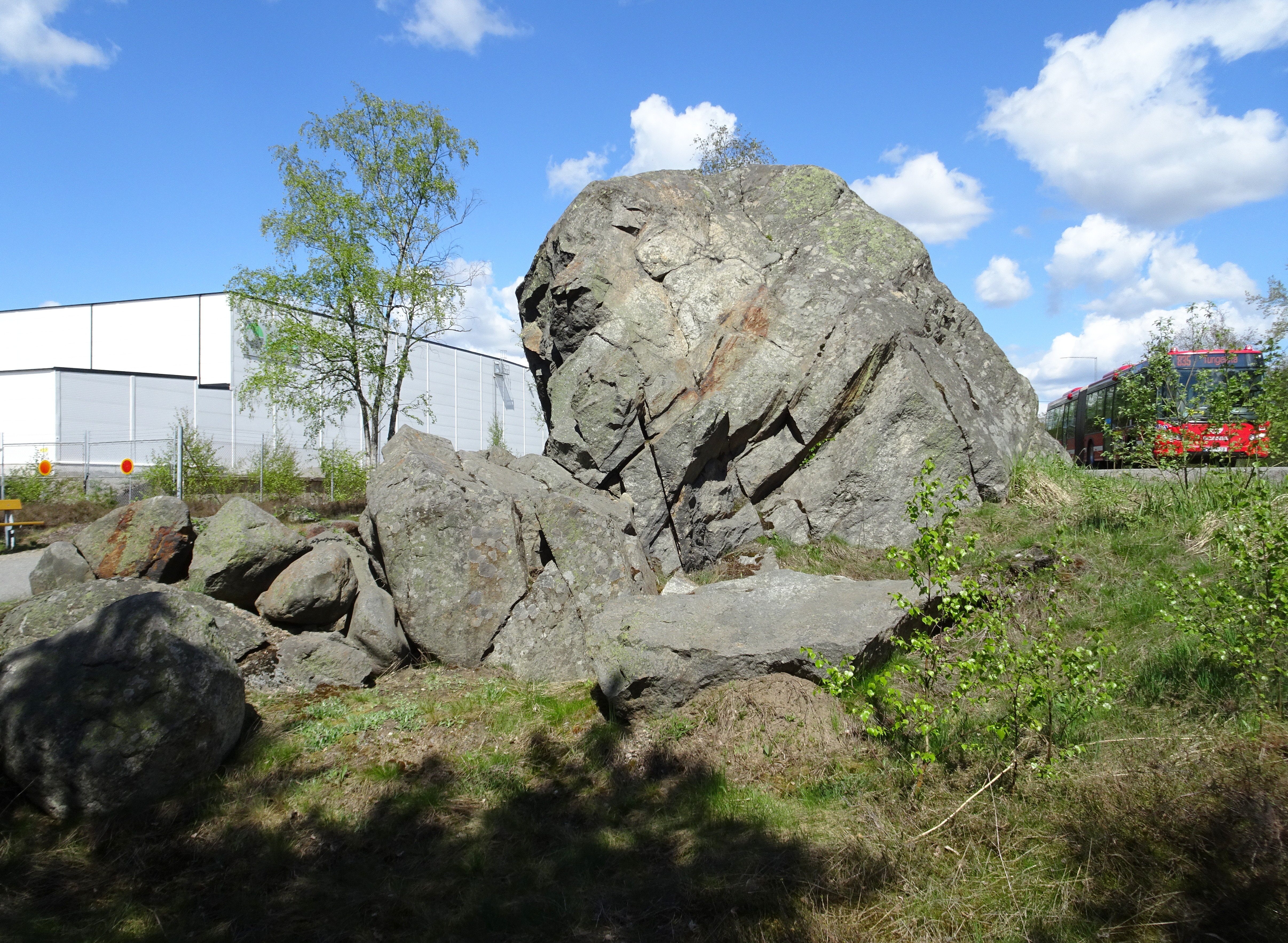
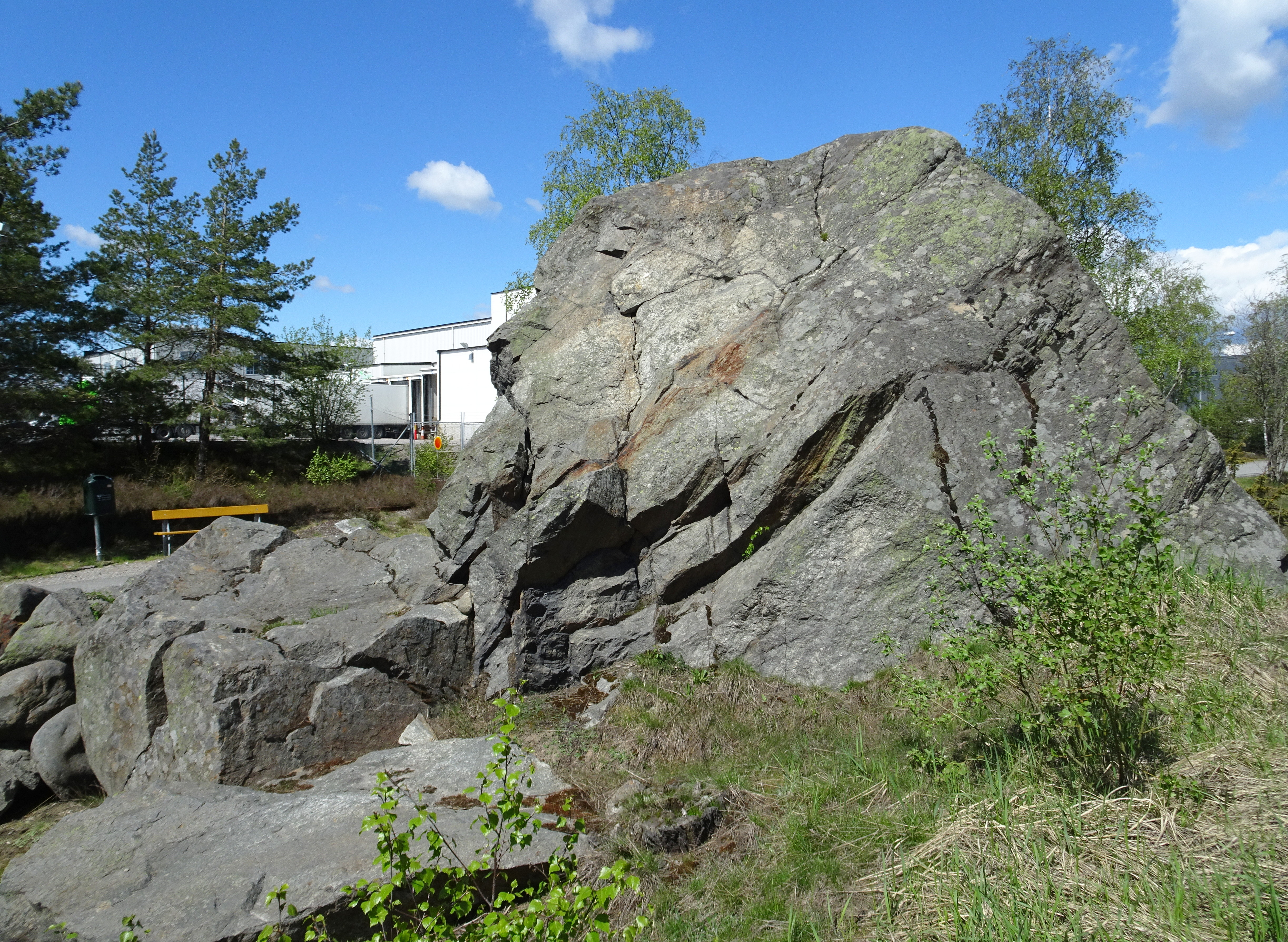
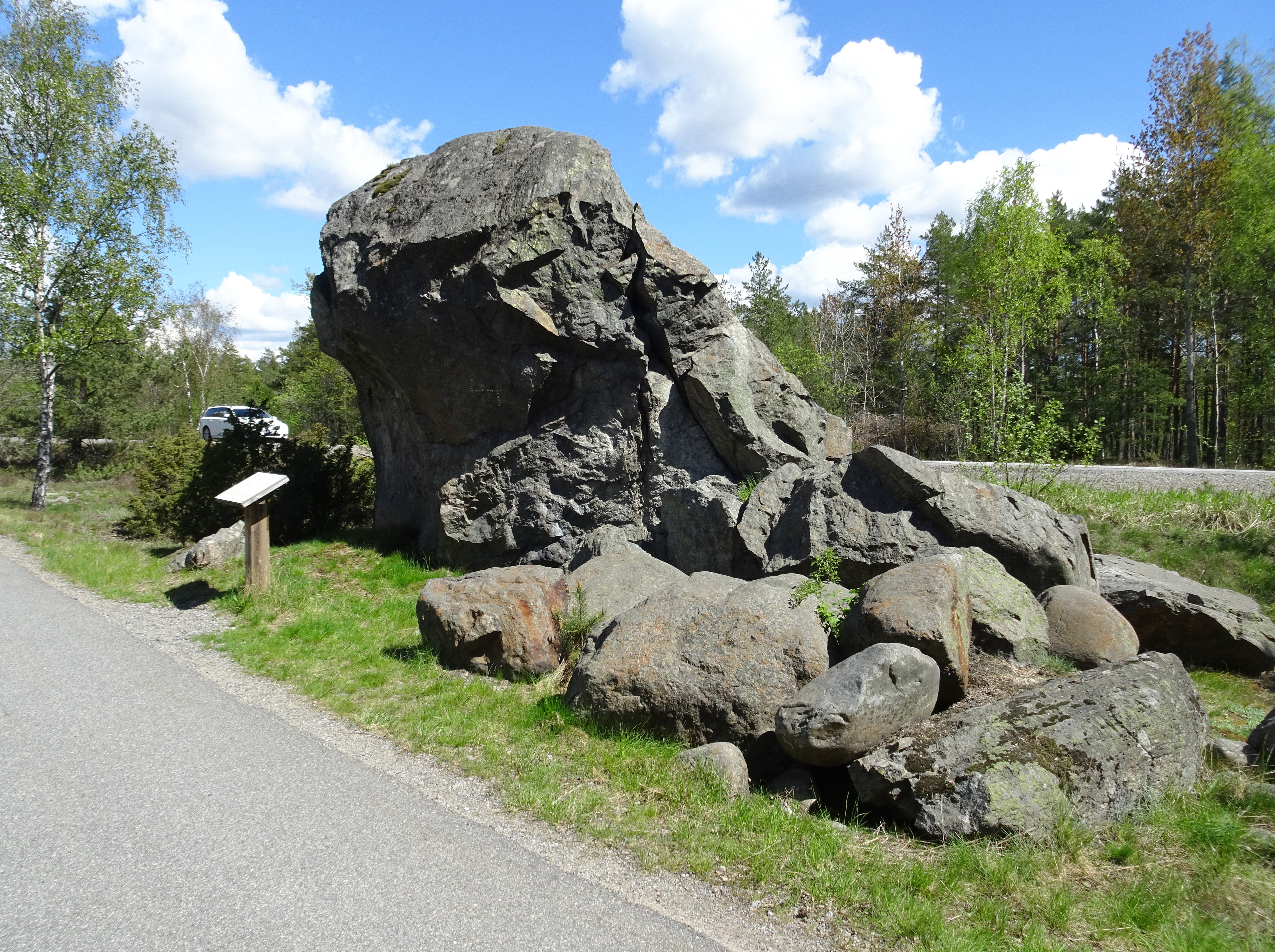
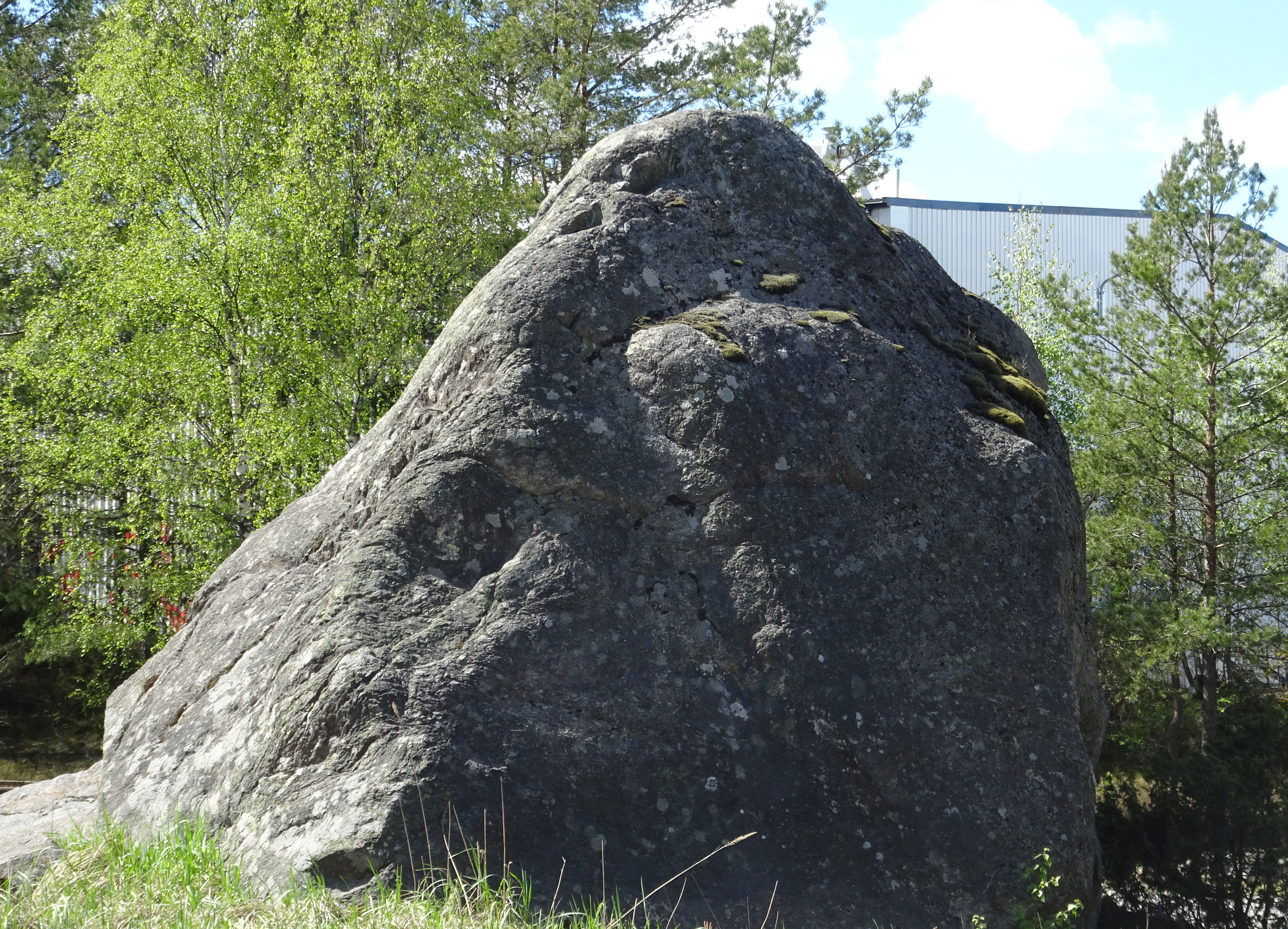